# الودی کلوول
آلودی کلوول (فرانسوی: Élodie Clouvel‎؛ زادهٔ ۱۴ ژانویهٔ ۱۹۸۹) ورزشکار پنج‌گانه مدرن اهل فرانسه است.
وی در مسابقات کشوری و بین‌المللی در مجموع برندهٔ ۱ مدال طلا، ۳ مدال نقره شده‌است.